# Алан Тјудик
Алан Реј Тјудик (енгл. Alan Wray Tudyk; Ел Пасо, Тексас, 16. март 1971), амерички је позоришни, филмски и ТВ глумац.
Познат по улогама Сајмона у црној комедији Смрт на сахрани и Стива пирата у Између две ватре, као и по улози Хобана „Вош” Вошберна у научно-фантастичној серији Свемирски брод Свитац и филму Свемирски брод Спокој, снимљеном као наставак серије.
Глумио је и у филмовима Прича о витезу улога Вета, као Ноа Вернер у хумористичној ТВ серији „Предграђе“, Сонија у Ја, робот.
Такође је дао глас неким ликовима у цртаним филмовима компаније Волт Дизни, као што су Разбијач Ралф (Краљ Бомбон), Ралф растура интернет (Свезналица), Залеђено краљевство (Кнез од Вашарграда), Залеђено краљевство 2 (Вођа Севераца) и Зоотрополис — град животиња (војвода Визлтон).